# 小林聡
小林 聡（こばやし さとし、1972年3月16日 - ）は、日本のキックボクサー、俳優。元WKAムエタイ世界ライト級王者。引退後は「小林 さとし」の名で芸能活動を行うほか、指導者やゼネラルマネージャーとして活動している。
現役時代、様々な団体を渡り歩いてきたことから「野良犬」という異名を持った。

## 来歴

### 生い立ち、選手として
長野県長野市出身。小学校高学年の時、ジャッキー・チェンのファンになる。本人曰く、最初の格闘技は自己流の形意拳だという。その後、少林寺拳法を始める。
高校進学後、宮越ジムに入門。高校は出席日数が足りず、1年で退学になる。1988年2月に、まだ16歳だったが、17歳と偽って日本キックボクシング連盟でプロデビュー。デビュー戦をKO勝ちで飾る。その後上京し、宮越ジム所属渡辺ジム預かりとなった。バンタム級の選手として活動するが、デビュー戦後は3連敗する。これを機に長野県に戻り、アマチュア団体（同好会）長野県ムエタイ連盟を設立。キックボクシングだけでなく有刺鉄線マッチなどプロレスの試合も行った。
長野県に戻って2年後、格闘技雑誌で、東京北星ジムがディスコでムエタイのショーを行うことを知り、計5～6回参加。試合後はファイトマネー5000円とチップ数万円を受け取っていた。18歳の終わり頃に、家族に何も言わずに再度上京。東京北星ジムに正式に所属する。
1991年10月26日に、全日本キックボクシング連盟でフェザー級のキックボクサーとして再度プロデビューを果たした。そののち、4度オランダにわたり、その都度所属団体も変わった。単に国内のジムや所属団体を転々とするだけでなく、「国・大陸をも渡り歩く奔放さによって」、いつしか「野良犬」とあだ名されるようになった。最後は藤原敏男が会長を務める藤原ジムに落ち着いた。現役時代はWKA世界ライト級王者（2000年 - 2007年）などの複数のタイトル（後述）を獲得した。
2006年11月12日、ムエタイ現役4冠王者ジャルンチャイ・ケーサージムに5ラウンド判定0-3（48-50、48-50、49-50）で敗戦後、突然の引退宣言を行った。2007年3月9日、全日本キック「Departure 〜野良犬FINAL〜」で「野良犬ファイナルマッチ」としてジムの後輩前田尚紀と3分1Rのエキシビション試合を行ったあと、引退セレモニーが行われ、10カウントゴングでリングを後にした。通算成績は69戦46勝（34KO）21敗2分。

### GM・指導者として
2007年5月、全日本キックボクシング連盟のゼネラルマネージャー（GM）に就任した（2009年8月の連盟解散まで）。
2009年9月21日、ZERO1『橋本真也デビュー25周年 破壊王伝承 in 後楽園大会』において、橋本大地のプレデビュー戦となる2分2ラウンドのキックボクシングエキシビションマッチの相手を務めた。エキシビションながら橋本から2度のダウンを奪った。
2011年、ZERO1にて、「ZERO1野良犬道場」として後進を育成するほか、以前より指導していた日高郁人ら現役のZERO1所属レスラーに打撃の指導を行った。2012年にはZERO1から日高とともに指導に当たった女子選手の夕陽がデビューした。
2014年6月21日、グッドルーザー運営の下でKICKBOXING ZONEを11月9日に旗揚げすることを発表し、GMに就任。

## 人物・エピソード
- 妻は女優ちかまろ[6]。オリジナルビデオ「電エースキック」での共演をきっかけに2019年12月3日に結婚した。この結婚に関連して作品の結末を変更した「電エースウェディング」も制作された。
- 引退後、劇団で演技を学び、俳優としてデビューした[2][3]。
- 趣味は落語[1]。林家彦いちの指導を受け、古典落語の登場人物をキックボクサーに置き換えた改作を演じる「小林家 さとし」として、プロに混じって浅草東洋館の定席に出演している[7]。
- 現役時代の、入場テーマ曲は『キッズ・リターン』。
- 本人は須藤信充と金沢久幸だけは絶対に馬が合わないと断言している。2000年1月21日の金沢に挑戦した全日本ライト級タイトルマッチでは、試合前の金沢の「なんちゃってキックボクサー」発言に反発し、絶対に負けられないという想いで試合に臨むと、判定3-0で勝利して第11代全日本ライト級王者となった。

## 戦績
| 戦           | 日付           | 勝敗 | 時間    | 内容                                  | 対戦相手                                   | 国籍             | 備考 |
| ------------ | -------------- | ---- | ------- | ------------------------------------- | ------------------------------------------ | ---------------- | --- |
| 1            | 1988年2月13日  | ◯    | 2R1′4″  | KO                                    | 高木満弘（アジア太平洋キック連盟・みなみ） | 日本             | 日本キックボクシング連盟・後楽園 日本キック連盟・宮越ジム所属として初戦?                                                                                               |
| 2            | 1988年5月14日  | ×    | 1R1′14″ | KO                                    | 遠藤周作（伊原）                           | 日本             | 日本キック連盟・後楽園 日本キック連盟・宮越ジム所属として |
| 3            | 1989年6月10日  | ×    | 1R1′29″ | KO                                    | 遠藤裕之（平戸）                           | 日本             | 日本キック連盟・後楽園 日本キック連盟・宮越ジム所属として |
| 4            | 1991年10月26日 | ◯    | 3R      | 判定3-0                               | 中島稔倫                                   | 日本             | 全日本キック・後楽園「SOAR INTO THE SPACE Chapter VI」 東京北星ジム所属として初戦                                                                                      |
| 5            | 1991年11月17日 | ◯    | 2R      | KO                                    | キム・サンホ                               | 韓国             | 韓国遠征。初海外試合 |
| 6            | 1992年5月30日  | ×    | 3R      | 判定0-3                               | 内田康弘                                   | 日本             | 全日本キック・後楽園「One Truth 3rd」 |
| 7            | 1992年12月19日 | ◯    | 2R1:06  | KO                                    | 宮本裕行                                   | 日本             | 全日本キック・後楽園「One Truth 9th」 |
| 8            | 1993年6月20日  | ×    | 2R      | KO                                    | 佐藤孝也                                   | 日本             | 全日本キック・後楽園 この後、オランダに年末まで滞在 |
| 9            | 1993年         | ×    | ?       | 判定                                  | ?                                          | イギリス         | 英国遠征。ロンドン 日本で3回戦の選手がオランダ軍団大将として国際対抗戦                                                                                                 |
| 10           | 1994年2月28日  | ◯    | 5R      | 判定3-0                               | パーサクノーイ                             | タイ             | プロレスの「藤原組」・後楽園 プロレス興行にゲスト出場 この試合からライト級に階級を上げる この試合のみ5回戦                                                             |
| 11           | 1994年3月26日  | ◯    | 3R      | 判定2-0                               | 兜甲児                                     | 日本             | 全日本キック・後楽園 |
| 12           | 1994年4月23日  | ◯    | 3R      | 判定3-0                               | 宮本隆行                                   | 日本             | 全日本キック・後楽園 |
| 13           | 1994年6月17日  | ◯    | 1R      | KO                                    | 林亜欧                                     | 日本             | 全日本キック・後楽園 |
| 14           | 1994年10月30日 | ◯    | 3R      | KO                                    | 杉田健一                                   | 日本             | この試合から五回戦に昇格 全日本キック・後楽園 東京北星ジム主催興行 ノンタイトルながら現役全日本王者にKO勝ち                                                            |
| 15           | 1995年1月7日   | ×    | 3R      | KO                                    | 内田康弘                                   | 日本             | 全日本キック・東京ベイNKホール 全日本ライト級王者決定戦 ボディへのヒザ蹴りでKO負け。                                                                                   |
| 16           | 1995年3月23日  | ×    | 3R      | TKO                                   | スーラサッグ                               | タイ             | タイ遠征 ラジャダムナン・スタジアム |
| 17           | 1995年7月2日   | 引分 | 5R      | 判定1-1                               | 崔永益                                     | 韓国             | 全日本キック・後楽園 |
| 18           | 1995年9月29日  | ×    | 1R      | KO                                    | 崔永益                                     | 韓国             | 全日本キック・後楽園 この後オランダに再度滞在 |
| 19           | 1996年4月29日  | ◯    | 4R      | TKO                                   | 今井武士（日本キック）                     | 日本             | 全日本キック「全日本・日本キックボクシング協会 交流戦」・後楽園 全日本キックで最後の試合                                                                               |
| 20           | 1996年10月6日  | ◯    | 1R1:10  | KO                                    | 斉藤直弘                                   | 日本             | NJKF旗揚げ戦「'96ジャパンカップ6階級タイトルマッチ」・東京ベイNKホール NJKFライト級王座決定戦 王座獲得                                                                 |
| 21           | 1996年12月8日  | ◯    | 5R      | 判定3-0                               | 勝山恭次                                   | 日本             | パワーナインジム主催・五島列島 |
| 22           | 1997年1月16日  | ×    | 5R      | TKO                                   | ガウナー・ソーケッタリンチャン             | タイ             | ニュージャパンキックボクシング連盟主催・後楽園ホール 肘で切り裂かれTKO負け。                                                                                           |
| 23           | 1997年4月6日   | ◯    | 3R2:31  | KO                                    | ソムチャーイ高津                           | 日本             | NJKF・後楽園「Beggining of Truth Part5」 NJKFライト級タイトル戦・防衛1 この後三たびオランダへ。東京北星ジムとNJKFから脱退                                              |
| 24           | 1997年9月28日  | ◯    | 4R      | KO                                    | 金沢久幸                                   | 日本             | 全日本キック・後楽園 実質フリーとして全日本に参戦。形式上、オランダ・メジロジム所属選手と名乗った。試合終了後またオランダへ                                            |
| 25           | 1998年4月12日  | ×    | 5R      | 判定0-3                               | オスカム・オクタイ                         | オランダ         | オランダ NKBB＆MTBNメジロジム「KO POWER tournament」 オランダムエタイルール                                                                                            |
| 26           | 1998年7月24日  | ◯    | 2R      | TKO                                   | ディアス                                   | カナダ           | K-U旗揚げ戦「キック・ユニオン設立記念試合」・後楽園 ここから藤原ジム所属                                                                                               |
| 27           | 1998年9月22日  | ◯    | 2R0:55  | KO                                    | 須藤信充                                   | 日本             | K-U K-Uライト級タイトル戦・獲得 足をローキックで破壊しKO勝ち。 |
| 28           | 1998年10月25日 | ◯    | 2R0:55  | KO                                    | 井瀬活大（シュートボクシング）             | 日本             | 世界格闘技団体連合（士道館など） 「キックボクシング・チャンピオンウォーズ・オールスター戦」 両国国技館                                                                 |
| 29           | 1998年11月14日 | ◯    | 5R      | 判定3-0                               | 外智博（J-NETWORK）                        | 日本             | シュートボクシング 「Ground Zero Tokyo」 日本武道館 シュートボクシング主催の一大イベント シュートボクシングのマットでJ-NETWORKとキックの試合 唯一の武道館での試合      |
| 30           | 1999年1月22日  | ×    | 3R      | TKO                                   | チャナペック・ガッティンディ               | タイ             | K-U・後楽園 アバラを折られKO負け。 |
| 31           | 1999年4月29日  | ◯    | 5R      | TKO                                   | ヨードラック                               | タイ             | K-U・メッセ昭島 藤原ジムはこの試合を最後にK-Uを脱退 |
| 32           | 1999年6月18日  | ◯    | 2R      | TKO                                   | 佐藤堅一                                   | 日本             | MA日本キック「仁義なき戦い PART2」・後楽園 藤原ジムとしてMA日本キックにフリー参戦 耳を肘で切り裂いてTKO勝ち。                                                          |
| 33           | 1999年7月13日  | ×    | 5R      | 判定0-3                               | 五十嵐ヨシユキ（J-NETWORK）                | 日本             | 全日本キック・後楽園 藤原ジムとして全日本キックにフリー参戦 |
| 34           | 1999年9月3日   | ◯    | 2R      | KO                                    | 林亜欧                                     | 日本             | 全日本キック・後楽園 藤原ジムとして全日本キックにフリー参戦 |
| 35           | 1999年11月22日 | ◯    | 3R2:23  | KO                                    | 五十嵐ヨシユキ（J-NETWORK）                | 日本             | 全日本キック「WAVE-XIII」全日本ライト級タイトル戦挑戦者決定戦 藤原ジムが全日本に復帰（再加盟）                                                                         |
| 36           | 2000年1月21日  | ◯    | 5R      | 判定3-0                               | 金沢久幸                                   | 日本             | 全日本キック「LEGEND-I」 全日本キックライト級タイトル戦 王者金沢を下しタイトル奪取                                                                                     |
| 37           | 2000年3月16日  | ◯    | 1R2:07  | KO（左フック）                        | モハメッド・ヤマニ                         | フランス         | 全日本キック「LEGEND-III」 |
| 38           | 2000年5月24日  | 引分 | 5R      | 判定0-1                               | デビッド・ガーン                           | ニュージーランド | 全日本キック「LEGEND-V」 |
| 39           | 2000年6月20日  | ◯    | 1R1:58  | KO（ローキック）                      | 明日華和哉（野尻和哉）                     | 日本             | 全日本キック「LEGEND-VI」 |
| 40           | 2000年7月30日  | ◯    | 4R3:00  | KO（膝蹴り）                          | マルコ・コスタグータ                       | イタリア         | 全日本キック「LEGEND-VII」 WKAムエタイ世界ライト級王者決定戦・獲得 |
| 41           | 2000年10月22日 | ◯    | 5R      | 判定3-0                               | クリストファー・レベック                   | フランス         | 全日本キック「LEGEND-IX」 |
| 42           | 2000年11月29日 | ◯    | 2R1:03  | KO（左フック）                        | ダニエル・"ヒットマン"・ハッチ             | ニュージーランド | 全日本キック「LEGEND-X」 |
| 43           | 2000年12月9日  | ◯    | 5R      | 判定3-0                               | マルコ・コスタグータ                       | イタリア         | イタリア遠征 WPKCムエタイ世界ライト級王者決定戦・獲得 |
| 44           | 2001年1月4日   | ◯    | 5R      | 判定3-0                               | アンドレ・ロンキー                         | イタリア         | 全日本キック「THE CHAMPIONSHIP」 WPKCムエタイ世界ライト級タイトルマッチ・防衛2                                                                                         |
| 45           | 2001年3月16日  | ×    | 5R      | 判定0-3                               | サッダム                                   | タイ             | 全日本キック「CROSS FIRE-I」 |
| 46           | 2001年5月17日  | ◯    | 2R1:31  | KO                                    | ジャン・スカボロスキー                     | フランス         | 全日本キック「JUST BRING IT!」 スカボロスキーは試合前計量オーバーの違反                                                                                                |
| 47           | 2001年6月10日  | ◯    | 2R1:57  | KO                                    | ルーラウィー                               | タイ             | 全日本キック「KICKBOXING "DOG FIGHT"」 |
| 48           | 2001年7月22日  | ◯    | 2R2:50  | KO                                    | マーシャル・エリザベス                     | オランダ         | 全日本キック「BLAZE UP」 |
| 49           | 2001年9月7日   | ◯    | 4R2:01  | KO                                    | テーパリット・シットクグォンイム           | タイ             | 全日本キック「REVOLVER」 ノンタイトル戦ながらラジャダムナン同級王者にKO勝ち                                                                                            |
| 50           | 2001年11月30日 | ◯    | 1R1:24  | KO（右フック）                        | オスマン・イギン                           | ベルギー         | 全日本キック「LIGHT ON!」 |
| 51           | 2002年1月4日   | ◯    | 5R      | 判定3-0                               | 金沢久幸                                   | 日本             | 全日本キック「KICK MIND」 |
| 52           | 2002年3月17日  | ×    | 2R2:19  | TKO（レフェリーストップ）             | ナムサックノーイ                           | タイ             | 全日本キック「OVER the EDGE」」 肘で切り裂かれTKO負け |
| 53           | 2002年7月21日  | ◯    | 3R0:35  | KO                                    | ヨセフ・ブリーヂ                           | ハンガリー       | 全日本キック「CRUSH!」 WPKCムエタイ世界ライト級タイトルマッチ・防衛1                                                                                                   |
| 54           | 2002年9月6日   | ×    | 3R2:10  | KO                                    | サムゴー                                   | タイ             | 全日本キック「GOLDEN TRIGGER」 ルンピニー王者とのノンタイトル戦 左ミドルの威力に殆ど何も出来ず惨敗のKO負け                                                             |
| 55           | 2002年11月17日 | ◯    | 2R2:03  | KO（膝蹴り）                          | ロベルト・バッシリ                         | イギリス         | 全日本キック「BACK FROM HELL-I」 |
| 56           | 2002年12月14日 | ◯    | 1R2:09  | KO（膝蹴り）                          | エルビス・ロムポージム                     | カメルーン       | タイ遠征 TOYOTAムエマラソン 140ポンド・トーナメント 1回戦 |
| 57           | 2002年12月14日 | ◯    | 2R0:33  | KO（ローキック）                      | ティモー・フォンジム                       | オーストラリア   | TOYOTAムエマラソン 140ポンド・トーナメント 準決勝 |
| 58           | 2002年12月14日 | ×    | 3R      | 判定0-3                               | ブアカーオ・ポー.プラムック                | タイ             | TOYOTAムエマラソン 140ポンド・トーナメント 決勝 |
| 59           | 2003年3月8日   | ×    | 2R1:53  | KO（フック）                          | イム・チビン                               | 韓国             | 全日本キック「全日本ライト級最強決定トーナメント」1回戦 |
| 60           | 2003年5月23日  | ×    | 3R      | 判定0-2                               | 花戸忍                                     | モンゴル         | 全日本キック「全日本ライト級最強決定トーナメント 〜決勝戦〜」準決勝 イム・チビン負傷のためリザーバーとして。サムゴー戦の怪我が治りきっておらずキレを欠き判定負け。     |
| 61           | 2003年11月23日 | ◯    | 3R      | 判定3-0                               | 吉本光志                                   | 日本             | 全日本キック「SCRAMBLE」 |
| 62           | 2004年2月25日  | ◯    | 2R2:03  | KO                                    | キム・ゾンソップ                           | 韓国             | 全日本キック「DOG FIGHT! -野良犬"ワン"マッチ-」・北沢タウンホール キックボクシング史上初となるワンマッチ興行（エキシビジョンやオーケストラなどの音楽演奏もなし）。満員 |
| 63           | 2004年4月16日  | ×    | 3R      | 判定0-3                               | サトルヴァシコバ                           | 日本             | 全日本キック「全日本ライト級最強決定トーナメント2004 2nd.STAGE」2回戦 スタンディングダウンを奪われ判定負け。                                                           |
| 64           | 2004年8月22日  | ◯    | 4R2:20  | KO（3ノックダウン：右ローキック）     | アンディ・ドナルドソン                     | ニュージーランド | 全日本キック「SUPER FIGHT -LIGHTNING-」 |
| 65           | 2004年11月27日 | ×    | 2R      | TKO (ドクターストップ：カット）       | カーオポーンレック                         | タイ             | イタリア遠征 WPKC |
| 66           | 2005年1月4日   | ×    | 3R2:31  | KO                                    | 大月晴明                                   | 日本             | 全日本キック「SURVIVOR」 WPKCムエタイ世界ライト級タイトルマッチ・陥落                                                                                                  |
| 67           | 2005年4月17日  | ◯    | 1R2:32  | KO（3ノックダウン：左ボディブロー）   | ジョナータ・ザルボ                         | イタリア         | 全日本キック「NEVER GIVE UP」 イタリア王者にKO勝ち。 |
| 68           | 2005年7月24日  | ◯    | 3R1:45  | TKO（タオル投入）                     | デビッド・リー・ホイ                       | オーストラリア   | 全日本キック「SUPER FIGHT 〜日本VS世界・5対5マッチ〜」 オーストラリア王者にボディフックでTKO勝ち。                                                                     |
| 69           | 2005年9月16日  | ◯    | 2R1:15  | KO（右フック）                        | マシュー・ジョンストン                     | イギリス         | 全日本キック「STACK OF ARMS」 |
| 70           | 2005年12月5日  | ◯    | 3R2:57  | KO（3ノックダウン：右ローキック）     | リチデット                                 | タイ             | 全日本キック「Fujiwara Festival 〜藤原祭り2005〜」 |
| 71           | 2006年3月19日  | ×    | 2R0:28  | TKO（ドクターストップ：眉間のカット） | ヨードクングライ                           | タイ             | 全日本キック「SWORD FIGHT 2006 〜日本VSタイ・5対5マッチ〜」 |
| 72           | 2006年6月11日  | ◯    | 1R2:20  | KO（左ボディブロー）                  | ヨードクングライ                           | タイ             | 全日本キック「Triumph」 |
| 73           | 2006年11月12日 | ×    | 5R      | 判定0-3                               | ジャルンチャイ・ケーサージム               | タイ             | 全日本キック「Solid Fist」 ラジャダムナン王者とのノンタイトル戦。敗戦後、引退を表明                                                                                    |
| 74           | 2007年3月9日   | 無   | 1R      | -                                     | 前田尚紀                                   | 日本             | 引退試合 |
| テンプレート |                |      |         |                                       |                                            |                  | |

### 獲得タイトル
- WKAムエタイ世界ライト級王座（2000年7月30日 - 引退時）
- WPKCムエタイ世界ライト級王座（2000年12月9日 - 2005年1月4日）
- 第11代全日本ライト級王座（2000年1月21日 - 2001年返上）
- 初代NJKFライト級王座（1996年 - 1997年返上）
- 第2代K-Uライト級王座（1998年9月22日 - 1999年中頃返上）

## DVD
すべてクエストから発売。
試合ビデオ
- 小林聡伝説 野良犬
- 小林聡伝説FINAL 野良犬LAST STAND - 引退試合を収録

教則ビデオ
- 小林聡 全日本キック 実戦テクニック徹底解明 vol.1
- 小林聡 全日本キック 実戦テクニック徹底解明 vol.2

## 書籍
- 野良犬 キックボクサー小林聡の軌跡（エンターブレイン、2007年4月20日） ISBN 978-4757735422

## 出演

### 映画
- チーム・バチスタの栄光（2008年、東宝） - 鮫島 役
- 名無しの十字架（2012年、アークエンタテインメント） - 新崎真太郎 役。企画・出演
- 三大怪獣グルメ（2020年）- 幸田副隊長 役[8]
- 電エースカオス（2023年12月22日、エクストリーム）[9]

### テレビドラマ
- 焼肉プロレス（2019年、テレビ大阪） - プロボクサー・平井洋次郎 役[10]
- GO HOME〜警視庁身元不明人相談室〜 第4話（2024年8月3日、日本テレビ） - トレーナー 役[11]

### オリジナルビデオ
- 電エースシリーズ
  - 電エース60（2018年、リバートップ） - 本人 役
  - 電エースキック（2019年、リバートップ） - 電五十郎 役
  - 電エースウェディング（2020年、リバートップ） - 電五十郎 役　※電エースキックの結末差し替えバージョン

### 舞台
- 都市伝説康芳夫〜モハメド・アリに魅せられた国際暗黒プロデューサー（2022年11月、シアターブラッツ）- 虎と戦う空手家 役[12]